# Liste de catastrophes de transports de personnes
Cet article contient une liste de catastrophes de transports de personnes.

## Catastrophes ferroviaires
- 11 mars 2004 : un quadruple attentat à la bombe dans des trains de banlieue à Madrid (Espagne) fait 199 morts et plus de 1 400 blessés.

## Catastrophes routières
- 31 juillet 1982 : l'accident de Beaune est l'accident routier le plus meurtrier de France, un carambolage provoque un incendie et la mort de 53 personnes dont 46 enfants.
- 8 septembre 1993 : au lever du jour, un autocar à double étage appartenant à une société néerlandaise et revenant de Calella (Espagne), traverse le séparateur central et quitte les voies de l'autoroute A6 à Anse avant de se renverser près de 4 mètres en contrebas de la chaussée. Cet accident spectaculaire fait état de 5 morts (dont l'un des deux conducteurs qui se trouvait au volant lors des faits et une hôtesse) et de 54 blessés. L'autoroute est coupée dans les deux sens durant plusieurs heures et les premiers soins aux victimes sont prodigués sur place, la plupart de ces rescapés sont évacués vers l'hôpital de Villefranche-sur-Saône puis rapatriées par avion spécial.
- 10 novembre 1993 : un gigantesque carambolage sur l'autoroute A10 a lieu à hauteur de Mirambeau, causant 15 morts et 49 blessés.
- 24 mars 1999 : le chargement d'un semi-remorque s'embrase au milieu du tunnel du Mont-Blanc. L'incendie du tunnel du Mont-Blanc provoque  la mort de 41 personnes.
- 28 mai 1999 : un incendie dans le tunnel du Tauern (Autriche) fait 12 morts[1].
- 28 septembre 2004 : une collision entre un car transportant des enfants à Athènes pour les jeux paralympiques et un poids lourd fait 25 morts.
- 23 octobre 2015 : un accident près de Libourne impliquant un autocar et un camion fait 42 morts, à la suite de l'embrasement immédiat des deux véhicules.
- 11 février 2016 : un camion dont une ridelle de remorque s'est placée accidentellement à l'horizontale éventre un autocar scolaire croisé dans une rue de Rochefort et tue six adolescents. Deux autres sont blessés[2].